# 코스미드
코스미드(영어: cosmid)는 코스 계 람다 파지를 포함하는 하이브리드 플라스미드의 한 종류이다 이 코스미드의 DNA 서열은 람다 파지에서 유래 했다 그것들은 종종 유전공학의 클로닝 벡터로 사용된다.